# Peter Rawet
Peter Rawet, född 29 januari 1965, är en svensk journalist och nyhetsankare. Han är verksam på Sveriges Television, där han bland annat varit programledare för A-ekonomi och ekonomisk kommentator i Rapport och Aktuellt.
Rawet är son till förintelseöverlevaren Tobias Rawet.